# Эмуляция плёнки
Эмуляция плёнки — техника, используемая для придания цифровому изображению видимости того, что оно было снято на аналоговый фотоматериал. Эффект достигается за счет управления определёнными характеристиками, такими как зернистость пленки, ореол, отражение света, цветность, артефакты пленки и т. д.
Для эмуляции (имитации) пленки используются инструменты или плагины, доступные в программах для редактирования видео или фотографий. В результате получается изображение, очень похожее на фотографию или кинофильм, снятый на аналоговый носитель, несмотря на то, что оно было сделано в цифровом формате.

## История
В первые годы существования фотографии для получения изображений использовались такие средства, как гелиография (1822), дагерротипия (1839), цианотипия (1842), тинтайп (1853) и амбротипия (1854). С момента своего изобретения в 1880-х годах пленка долгое время была самым популярным способом хранения изображений. Популяризированная братьями Люмьер, компаниями Kodak и Pathé, целлулоидная плёнка стала основой современной фотографии и кинематографа.

### В кинематографе

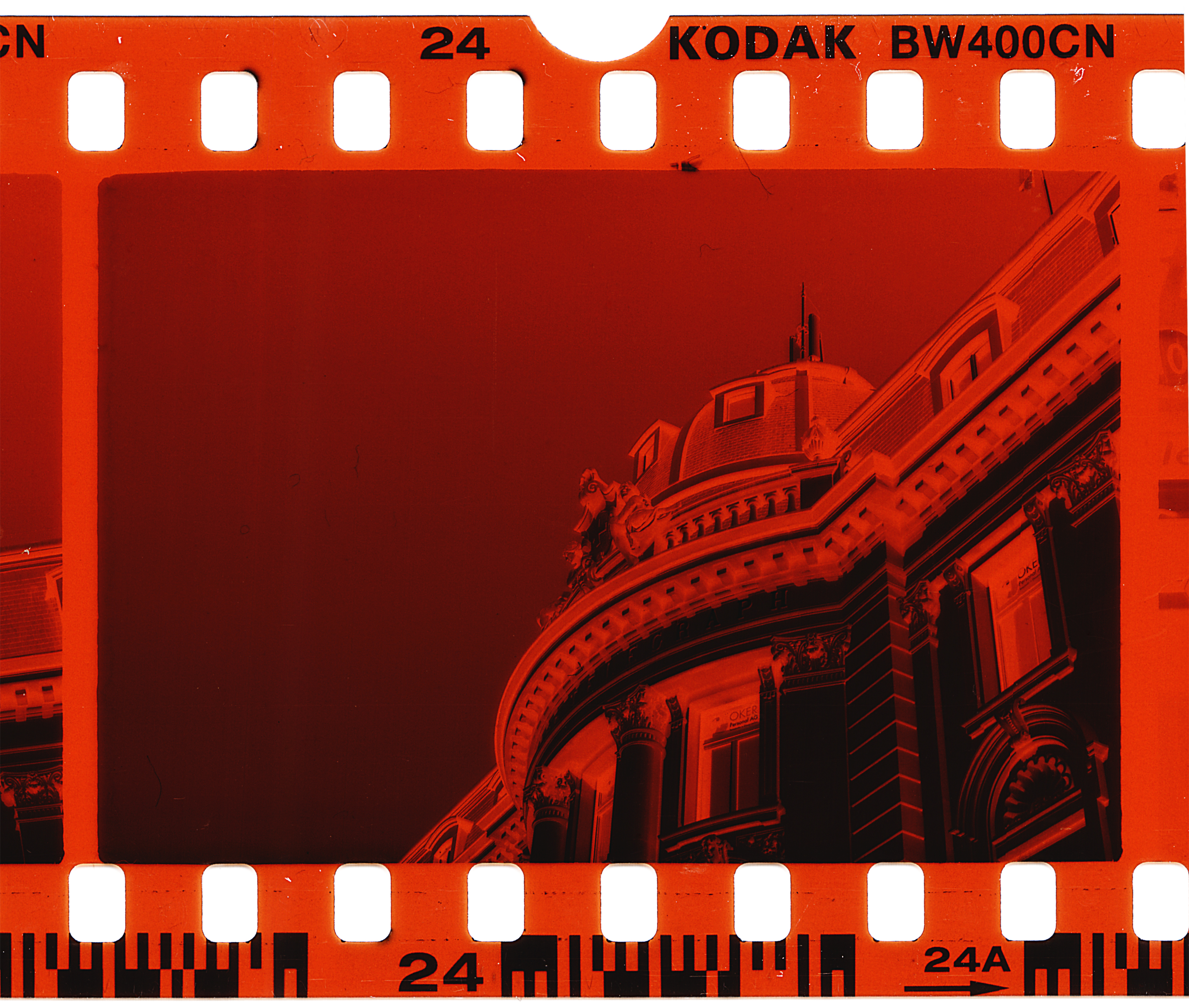
Проявленная негативная монохромная фотоплёнка «Kodak»

Прежде всего, плёнка прочно ассоциируется с кинематографом, который, вплоть до широкого распространения телевидения, оставался монополистом на воспроизведение кинолент.
Развитие видеоформатов, представленных такими компаниями, как Sony, Sharp, Hitachi и Panasonic в 1980-х годах, ещё больше укрепило разделение между видео для домашнего использования и плёнкой для кинотеатров. В 2000 году Sony выпустила одну из первых цифровых кинокамер, HDW-F900 CineAlta. Плёнка постепенно утратила свою массовую популярность и стала использоваться в основном киностудиями и любителями кино.

### В фотографии
На протяжении большей части XX века плёнка была практически единственным способом производства фотографий и фильмов. С появлением массовых цифровых фотоаппаратов Nikon (Nikon D1) и Canon (PowerShot) в середине 90-х годов, телефонов с камерами в 2000-х и доминированием смартфонов со встроенными цифровыми камерами с середины 2010-х годов фотоплёнка и аналоговые камеры постепенно утратили свои позиции на рынке. Экономические трудности, с которыми столкнулись гиганты плёночной индустрии, например Kodak и Fujifilm, привели к росту цен, что заставило многих покупателей отказаться от плёнки.

### Причины использования
Существует несколько причин, по которым имитация плёнки стала популярной.
- Плёночные камеры могут быть более доступными, чем профессиональное цифровое оборудование, однако они требуют особых навыков обращения, а также подорожавшей плёнки, обработки и сканирования.[4]
- Возможность редактировать цифровое изображение в любой момент прямо в камере (смартфоне).
- Цифровой контент создается быстрее.
- Имитация плёнки эффективно справляется с различными цифровыми проблемами, такими как чрезмерная резкость, постеризация, эстетические цвета и контрастность.
- Возможность воссоздать особенности различных типов плёнки для любого цифрового изображения на любом этапе производства.[5]
- Часто используется в ностальгических целях, позволяя создателям воссоздать эстетику кино прошлых эпох.

- Позволяет придать цифровым изображениям «глубину» и «душевность», характерные для съёмки на плёнку.

## Плёночная эстетика
Такие режиссёры, как Алексей Сокуров, Алексей Герман, Кристофер Нолан, Квентин Тарантино, Джим Джармуш или Уэс Андерсон, снимают на плёнку, чтобы создать ощущения, отличные от других стилей. Их работы приковывают внимание зрителя к кинематографической природе кадра, к тому, как он выглядит и ощущается. «Магия кино» заключается в цветопередаче, глубине изображения, тональных переходах, а также в умении режиссёра выстроить сцену и вдохновить актёров. Плёнка как ограниченный ресурс, расходный материал, позволяет каждому моменту и движению быть уникальным.
«Насколько я понимаю, цифровая кинопроекция — это смерть кино в том виде, в котором я его знаю, по крайней мере, для меня она ничего не дает. Мне кажется, что меня просто обманывают, когда я иду в кино и понимаю, что оно либо снято на цифру, либо проецируется в цифровом формате. Это смертельный крен, предсмертный хрип», — Квентин Тарантино.
Фотография как вид искусства способна «поймать момент», как никто другой, вызвать эмоции и погрузить в переживания без единого звука или движения.
«Вы действительно находитесь там вместе с персонажами. Зерно само по себе каким-то образом придает фильму более личный характер», — Гейл Энн Хёрд.

## Расцвет цифрового контента

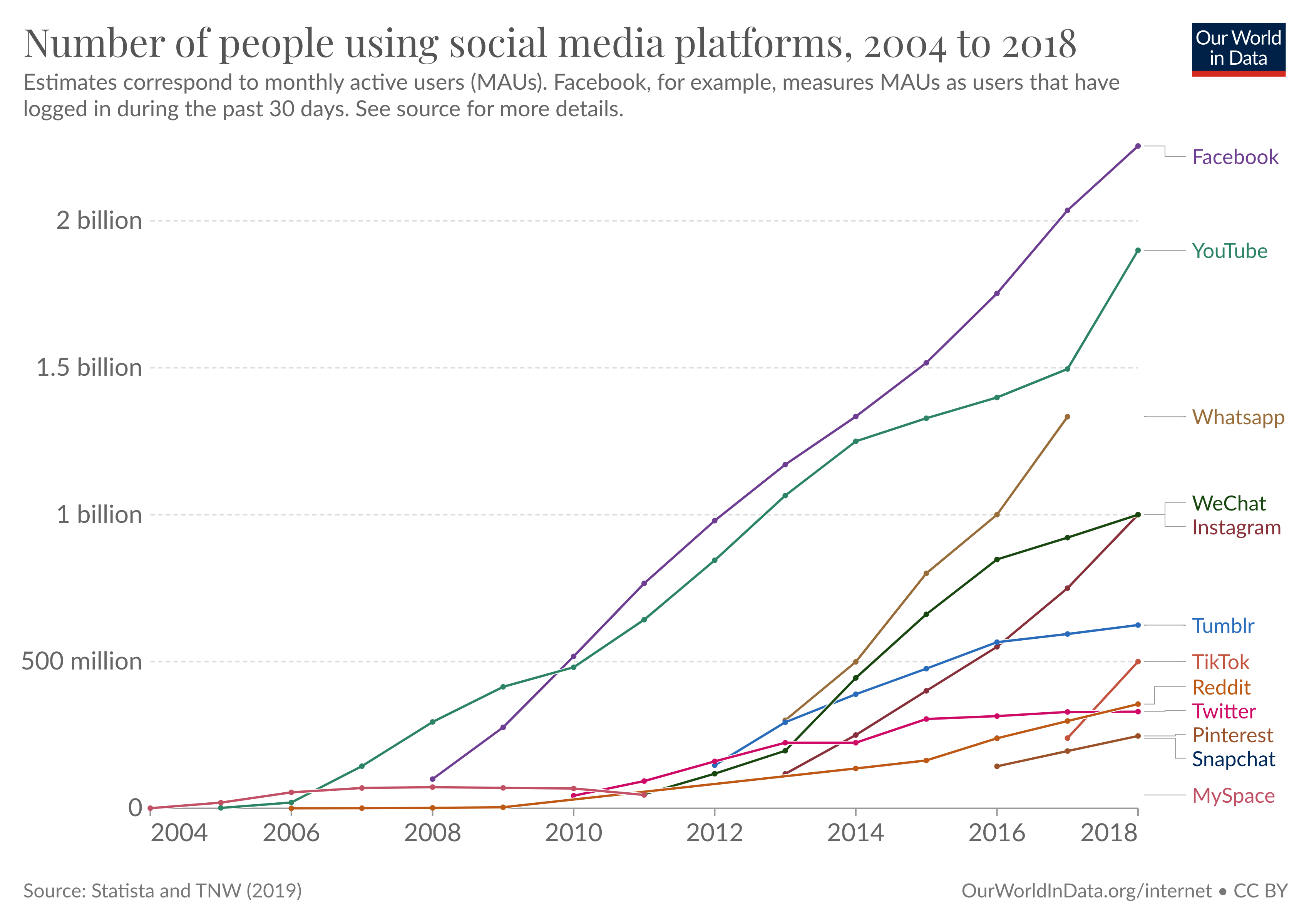
Количество людей, использующих социальные медиаплатформы, 2004—2018 гг.

Экспоненциальный рост социальных сетей и цифровых медиа в середине 2000-х годов подстегнул активный спрос на цифровой контент, получаемый иначе, чем при традиционной съёмке плёнки.
Пользователи платформ Instagram, TikTok и YouTube, прямых трансляций на Twitch и Discord ежедневно создают огромное количество контента. Использование цифровых методов стимулируется простой монетизацией и спонсорскими программами. Эмуляция плёнки предлагает нечто среднее между контентом «здесь и сейчас» и аутентичным видом.
Эмулируя плёнку, создатели могут воссоздать теплоту, текстуру и специфическую цветовую гамму, ассоциирующуюся с традиционным кино, что вносит свой вклад в общий визуальный язык их работ. Обращаясь к французской новой волне или интерпретируя американскую классику, они конструируют для современного зрителя опыт и ощущения кинотеатров. Это особенно актуально для коротких форматов, музыкальных клипов, а также модной или художественной фотографии.
Такие инструменты, как DaVinci Resolve, Adobe Premiere или Lightroom, позволяют любому человеку — энтузиасту или целой студии — создавать свои работы в стиле Золотого века Голливуда, манипулируя цветами и оттенками, применяя пресеты и фильтры к своим цифровым изображениям.

## Технология

Слои цветной 35-миллиметровой плёнки: 1) основа плёнки 2) подложка 3) красный светочувствительный слой 4) зелёный светочувствительный слой 5) жёлтый фильтр 6) синий светочувствительный слой 7) ультрафиолетовый фильтр 8) защитный слой 9) экспонирующая плёнка видимый свет

Эстетика плёнки заключается в способе получения изображения, принципиально отличном от видеоплёнки на магнитной ленте или матрицы цифровой камеры.
Основной светочувствительный материал состоит из сэндвич-структуры, включающей прозрачную основу, например целлулоид или стекло, и фотографическую эмульсию, содержащую светочувствительные кристаллы галогенида серебра. Цветные плёнки содержат слои светофильтров.
Когда свет попадает на фотоэмульсию, происходит химическая реакция с участием солей серебра, в результате которой формируется негативное изображение. Светлые участки снимаемой сцены экспонируются сильнее, чем темные, что приводит к появлению на негативе темных областей.
На этапе проявки негатив обрабатывается фотохимией, в результате чего получается видимое негативное изображение.
Чтобы получить позитивное изображение, негатив проецируется на печатный носитель (фотобумагу или позитивную плёнку) в тёмной комнате, в результате чего образуется скрытое позитивное изображение, которое также химически проявляется в видимое позитивное изображение на бумаге или плёнке, называемое отпечатком, с помощью увеличителя или методом контактной печати. Готовый отпечаток также может быть отсканирован, чтобы получить файл для передачи в цифровом виде.
Основной принцип работы цифровых фотоаппаратов практически не отличается от классических аналоговых. Вместо фотоматериала в фокальной плоскости объектива установлен полупроводниковый датчик изображения, регистрирующий свет с помощью электрических зарядов, затем считывает и преобразует их в цифровые значения с помощью АЦП, которые передаются в буферную память и, наконец, сохраняются на накопителе или карте памяти в виде файлов.

### Особенности
В зависимости от метода получения изображения на плёнке появляются особенности, обусловленные химическими процессами и самим носителем.
- Цветопередача плёночного изображения более свободна в интерпретации и реалистичности в угоду эстетическому восприятию.
- Процесс проявки — C-41 или, например, ECN-2 для цветных плёнок.
- Зерно плёнки — микроскопические частицы металлического серебра, из которых состоит изображение. Галогениды серебра распределены неравномерно по глубине эмульсионного слоя. Крошечные зерна не существуют по отдельности, образуя сложные конгломераты. Они всегда есть в области светов, так как находятся в зоне максимальной оптической плотности негатива, и при печати позитивного изображения отражается в виде зернистости изображения в светлом диапазоне. Аналогично для глубокий теней, где проявляются свойства носителя (плёнка или бумага)
- Компрессия светов — в отличие от сенсора, эмульсия реагирует на поступающий свет нелинейно, и переэкспонирование наступает позже, в результате чего меньше потерь деталей в светлых участках («выбитые света»). Эта особенность влияет на распределение тонального диапазона изображения. Для имитации такого поведения на цифровых камерах разработчики Darktable создали модули Filmic RGB[12] и Sigmoid[13], делающие вычисления с плавающей запятой, что позволяет добиться более плавных градиентов. Разные типы пленки по-разному воспроизводят цвет в области ярких участков по мере приближения к засветке. Например, негативные пленки заметно теряют насыщенность в светлых участках. В то же время слайды остаются более насыщенными, хотя засветка наступает раньше из-за различий в фотошироте.[14]

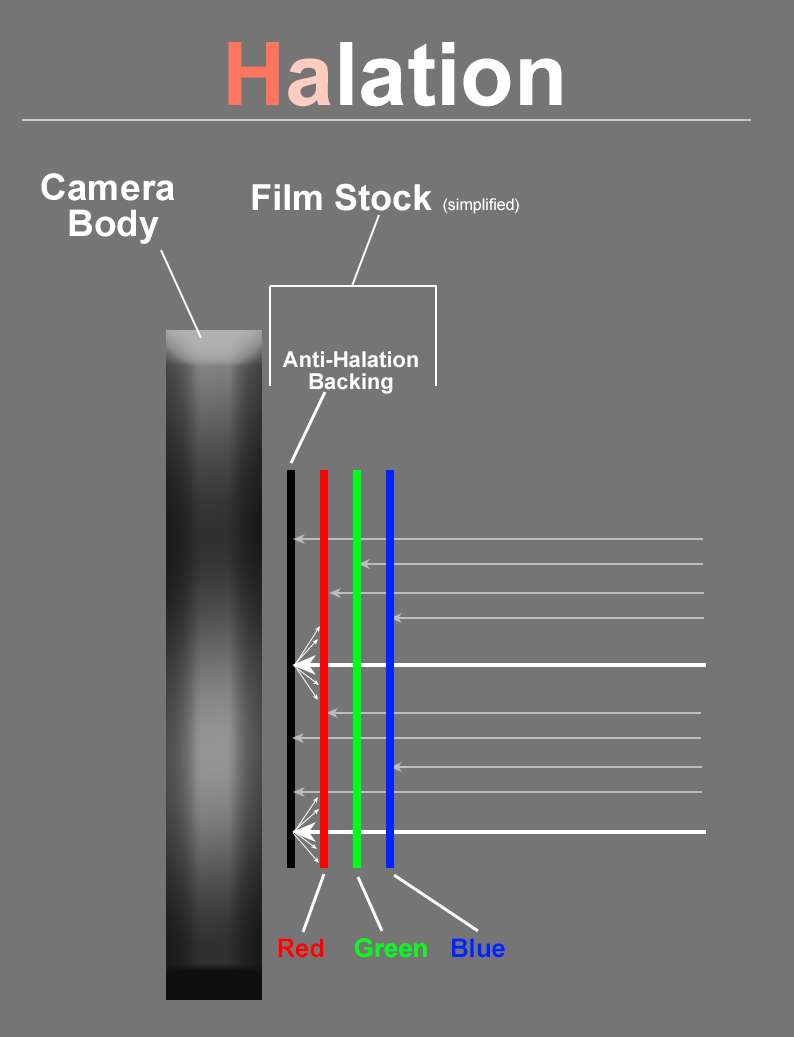
Входящий свет проникает в синий, зелёный и красный слои плёнки (в указанном порядке), затем обычно поглощается антиореольным слоем. Наиболее интенсивные лучи поглощаются не полностью и отражаются от красного слоя, создавая ореол.

- Входящий свет проникает в синий, зелёный и красный слои плёнки (в указанном порядке), затем обычно поглощается антиореольным слоем. Наиболее интенсивные лучи поглощаются не полностью и отражаются от красного слоя, создавая ореол.[15]Halaion (ореолы)— визуальный эффект, проявляющийся в виде красно-оранжевых ореолов вокруг контрастных границ переэкспонированных областей, а также в виде красной засветки в неконтрастных частях среднего тона. Чаще всего он образуется вокруг ярких источников света, таких как солнце или фары автомобиля. Существуют плёнки с удалённым противоореольным сажевым слоем (такие как Cinestill), где эффект заметен наиболее явно.
- Блум — комбинированный эффект рассеивания яркого света на границах контрастных областей изображения, который возникает в оптической системе, а затем искажается и усиливается во многочисленных слоях фотографической эмульсии.
- Push (Pull) — техника проявки плёнки, которая увеличивает (уменьшает) эффективную чувствительность обрабатываемой плёнки. В результате её применения конечное изображение изменяет контраст и приобретает смещенные оттенки.

## Компьютерная эмуляция
Основные инструменты для эмуляции плёнки доступны в различных программах для редактирования видео и фотографий, например Adobe Premiere или DaVinci Resolve. Частичный список методов компьютерной эмуляции плёнки:
- Плёночное зерно. Существует два основных метода эмуляции плёнки, у которых есть свои преимущества и недостатки, когда речь заходит об эмуляции плёнки в программном обеспечении для постобработки:
  - Процедурная генерация: этот метод относительно проще в реализации и не требует включения в процесс установки обширных сканов. Однако, чтобы избежать повторяющихся паттернов, все равно требуется большое количество сканирований. В случае воспроизведения естественной зернистости требуется значительная вычислительная мощность, а частота кадров рендеринга может быть снижена.
  - Сканирование реальных плёнок: этот подход предполагает цифровое сканирование подлинных плёнок в качестве эталона для эмуляции. Он позволяет более точно передать особенности различных плёнок. Для обеспечения универсальности процесса эмуляции требуется доступ к разнообразным сканам.

- Блум имитируется добавлением эффекта размытия или бликов вокруг ярких участков изображения.
- Halation имитируется путем добавления эффекта размытия или свечения вокруг ярких участков изображения.
- Механические эффекты камеры и проектора. Черты, в основном связанные с движением плёнки и эффектами затвора, характерные для любого устройства с транспортировкой плёнки и механическим затвором — будь то камера, проектор или устройство кодирования видео (телекинопроектор или сканер).
- Цветокоррекция предполагает создание художественного эффекта путем применения цветовых и тоновых преобразований, характерных для аналоговых носителей.
- Пыль и царапины. На цифровых изображениях эти артефакты часто отсутствуют, либо их намеренно удаляют в процессе редактирования изображения.[16]
- Мягкость плёнки. Этот атрибут избирательно маскирует высокочастотные детали изображения. Степень мягкости во многом зависит от размера зерна плёнки. Более крупное зерно приводит к менее детальному изображению, где четкие края и текстуры становятся менее выраженными, без потери более крупных деталей, определяющих содержание изображения. Мягкость плёнки имитируется с помощью рендеринга зерна. Контролируя распределение и размер цифровых зерен, составляющих изображение, можно воспроизвести мягкость плёнки без искусственного размытия. Визуально напоминает мягкость старых объективов с неисправленной сферической аберрацией.
- Добавление специфических особенностей плёнки. Сюда входят такие элементы, как перфорация, фирменные названия и номера кадров (кейкод), плёночные затворы различной формы..

## Отличие от симуляции плёнки
- Симуляция плёнки придаёт изображению вид плёнки как абстрактного понятия. В этом случае изображение получает характеристики не конкретной исторически существовавшей плёнки, а некие стереотипные свойства. Например, режим симуляции плёнки в камерах Fuji, использующих режимы Classic Chrome или Nostalgic Negative.[17]

- Эмуляция плёнки всегда подразумевает наличие определённого исторического аналога, специфические характеристики которого имитируются в изображении. Созданию профиля плёнки предшествует изучение выбранного образца, сканирование, семплирование, построение математических моделей, изучение нюансов цветопередачи. Все эти этапы направлены на точное воссоздание эстетики конкретной плёнки, например Kodak Supra 100 или Fujicolor Pro 400H.[18]

Чёрно-белая, цветная негативная и обращаемая; 8-мм, 16-мм, 35-мм и 65-мм плёнки — многие плёнки появились и впоследствии были сняты с производства, а технологии проявки, когда-то доступные кинематографистам, больше не существуют (например, производство некоторых продуктов Kodachrome было прекращено к концу 2000 года). Во многих случаях единственный способ для современной фотографии сохранить эстетику старых кино- и видеотехнологий — воспроизвести её с помощью инструментов постпродакшена.

## Краткий список программного обеспечения для эмуляции пленки
| Название                                    | Фото плагин                                                                                                | Видео плагин                                                                                                  | Мобильное приложение |
| ------------------------------------------- | --- | --- | -------------------- |
| Colourlab AI                                | | Davinci Resolve (macOS, Windows, Linux) Adobe Premiere (macOS, Windows)                                       |                      |
| Dehancer                                    | Adobe Photoshop / Lightroom (macOS, Windows) Capture One (macOS, Windows) Aphinity Photo (macOS, Windows)  | Davinci Resolve (macOS, Windows, Linux) Adobe Premiere / After Effects (macOS, Windows) Final Cut Pro (macOS) | iOS                  |
| Filmbox                                     | | Davinci Resolve (macOS, Windows, Linux) Baselight (Linux)                                                     |                      |
| Filmconvert                                 | | Davinci Resolve (macOS, Windows) Adobe Premiere / After Effects (macOS, Windows) Final Cut Pro (macOS)        |                      |
| Nik Collection Nik Silver Efex DxO FilmPack | DXO PhotoLab (macOS, Windows) Adobe Photoshop / Lightroom (macOS, Windows) Aphinity Photo (macOS, Windows) | |                      |
| Really Nice Images                          | TBA | Adobe Photoshop / Lightroom (macOS, Windows) Capture One (macOS, Windows)                                     | iOS                  |
| VSCO                                        | | | iOS, Android         |

## Cм. также
- Редактирование изображений
- Цифровая фотография
- Химическая фотография